# Železniční trať Rostock–Stralsund

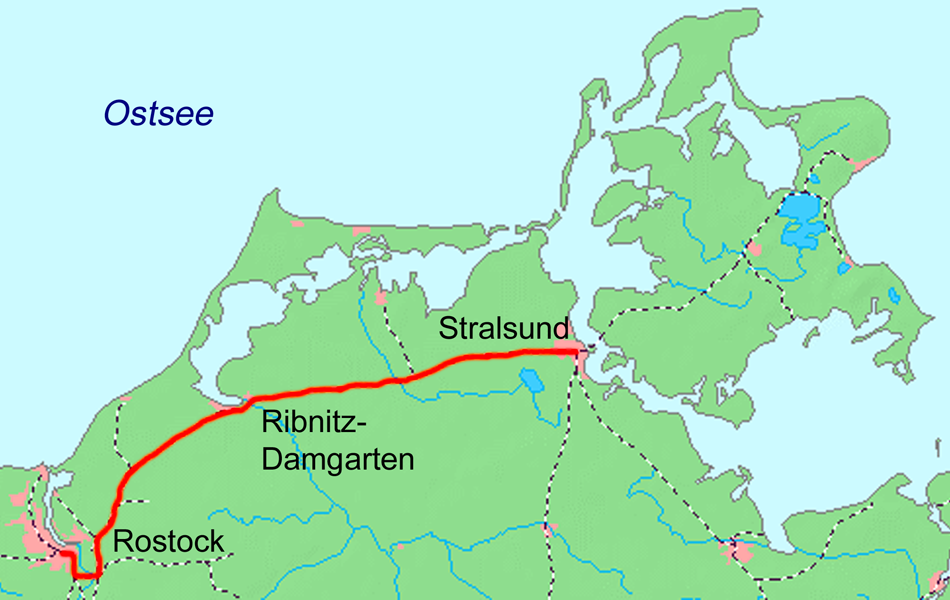
Mapka trati

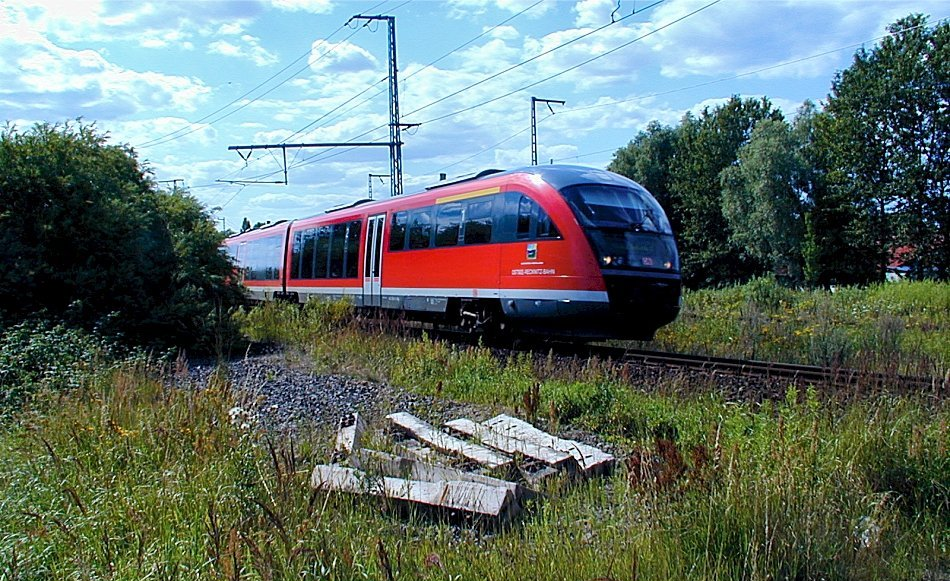
Vlak na trati u Rostocku

Železniční trať Rostock – Stralsund je 72 kilometrů dlouhá železniční trať v německé spolkové zemi Meklenbursko-Přední Pomořansko. Jedná se o jednokolejnou elektrifikovanou trať, na kterou jsou připojeny lokálky Velgast – Prerow a Rövershagen – Graal-Müritz.